# 1889 Pakhmutova
1889 Pakhmutova este un asteroid din centura principală, descoperit pe 24 ianuarie 1968 de Liudmila Cernîh.